# Schilbe djeremi
Schilbe djeremi is een straalvinnige vissensoort uit de familie van de glasmeervallen (Schilbeidae). De wetenschappelijke naam van de soort is voor het eerst geldig gepubliceerd in 1982 door Thys van den Audenaerde & De Vos.